# Marc Opi (edil 37 aC)
Marc Opi (en llatí: Marcus Oppius) va ser un polític romà que va viure al segle i aC. Formava part de la gens Òpia, una antiga gens romana d'origen plebeu.
Va ser proscrit l'any 43 aC juntament amb el seu pare, el qual, com que aquest era vell i dèbil, no podia sortir de Roma pel seu propi peu, de manera que Marc Opi el va pujar sobre la seva esquena i junts van sortir de la ciutat i van poder arribar a Sicília amb seguretat. Aquesta mostra de devoció filial va ser coneguda i admirada pel poble, que més tard, el 37 aC, el va elegir edil, però com que no era prou ric per exercir les funcions del càrrec la gent va haver de fer una col·lecta popular per aportar els diners necessaris. Quan va morir, van continuar de manifestar-li el seu afecte i l'enterraren al Camp de Mart.